# Cathédrale Sainte-Thérèse-d'Avila de Subotica
Pour les articles homonymes, voir Cathédrale Sainte-Thérèse-d'Avila.
La cathédrale Sainte-Thérèse-d'Avila de Subotica (en serbe cyrillique : Римокатоличка црква Свете Терезе Авилске ; en serbe latin : Rimokatolička crkva Svete Tereze Avilske) est une cathédrale catholique située à Subotica, dans la province autonome de Voïvodine et dans le district de Bačka septentrionale en Serbie. Elle est inscrite sur la liste des monuments culturels de grande importance de la république de Serbie (identifiant no SK 1216).

## Présentation
La cathédrale a été construite entre 1773 et 1797 sur des plans de l'architecte Gábor Glaser ; est caractéristique de la transition entre le style baroque et le style néo-classique. Elle se présente comme un édifice monumental dont la masse domine l'une des places principales de la ville.
La construction, qui s'inscrit dans un plan tréflé, est dotée d'une nef unique prolongée par une abside demi-circulaire ; elle possède également une sacristie latérale. La façade occidentale est dominée par deux clochers à deux étages entre lesquels se trouve un fronton triangulaire ; le portail principal est encadré par des pilastres profilés.
L'intérieur possède des voûtes sphériques formant des arcs, tandis que les murs sont ornés de pilastres. L'autel central a été peint par József Károly Schöfft de Pest de 1802 à 1820, à l'exception de la Sainte Famille due à Kaspar Schleibner de Munich et de la Sainte Croix due à Emmanuel Walch d'Innsbruck. Les fresques de la cathédrale remontent aux dernières décennies du XIXe siècle et ont été réalisées par Kaspar Schleibner et Johannes Clausen.